# Мазурки

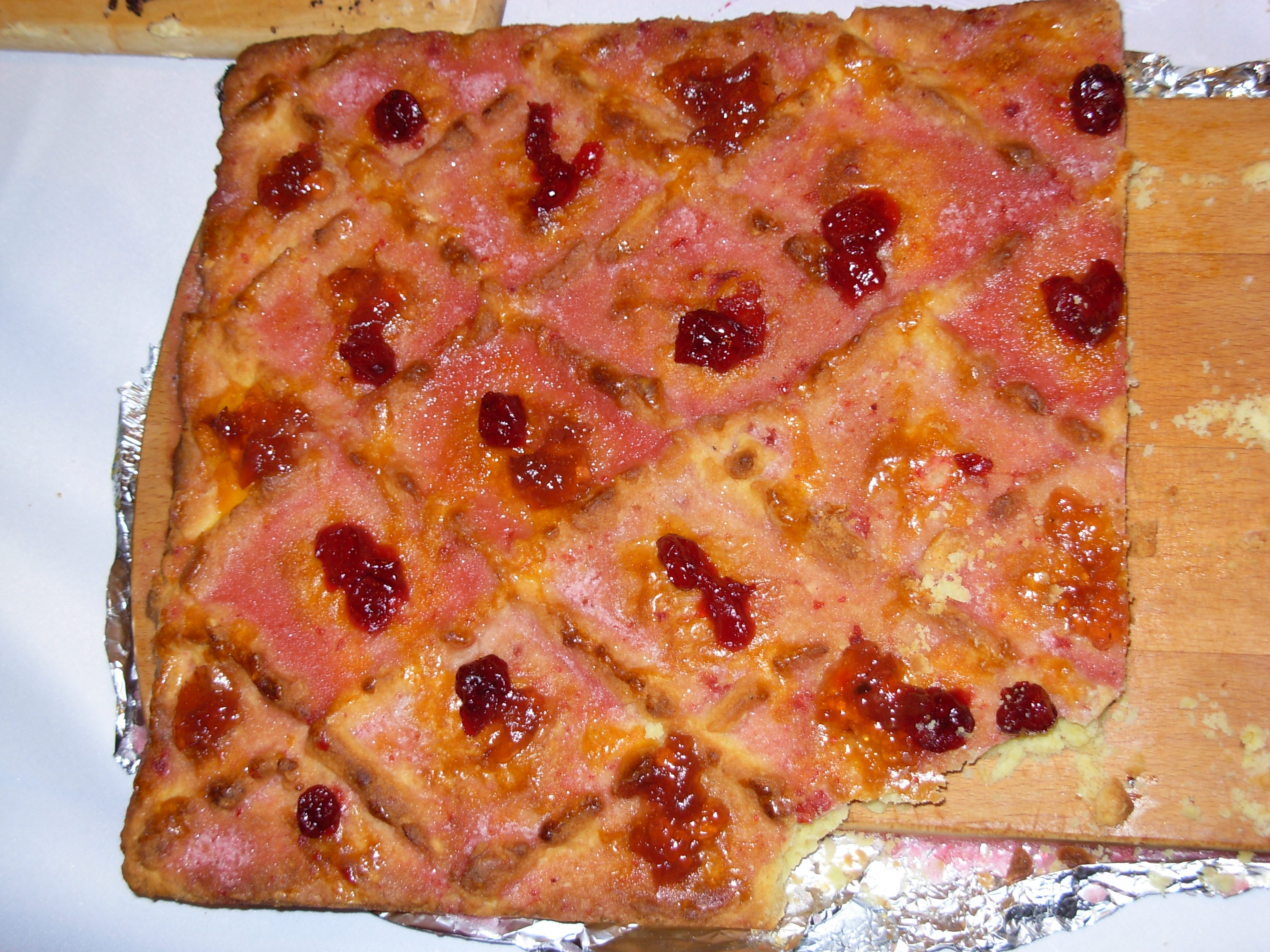

Мазурки (від пол. mazurek — мазовський) — різновид пісочного печива з фруктовим та горіховим наповненням. Родом з Мазовії, що у Польщі. Традиційні мазурки — зі сливами або яблуками. Але сучасна мазурка робиться частіше з апельсинами або лимонами, що вважається смачнішим. Традиційно випікається на Великдень.
Має вигляд тонких коржиків довільної форми, вкритих шаром варення, добре уварених фруктів, джемів тощо, до яких додані подрібнені волоські горіхи або мигдаль. Подеколи, у випадку застосування, скажімо, лимонів, цей шар притрушується цукровою пудрою.
Рецепт. Тісто: 200 г масла, 100 г цукрової пудри, 300 г борошна, 3 жовтки, ваніль. Фруктова маса: 0,5 кг апельсинів, 2 лимони (у цитрусових використовуються сік і цедра), 0,5 кг цукру, 50–100 г мигдалю, 100 мл води.
Особливість приготування тіста. Жовтки варити окремо від білків у друшляку, зануреному в гарячу воду, потім розтерти. Масло рубається січкою в борошні, висипаному на дошку. Замішане тісто відстоюється із півгодини на холоді. Випікають на деку, який викладають тістом у вигляді відкритої коробки, заздалегідь змастивши по краях збитим білком. У випечену готову форму, що вистигла, викладають окремо фруктову масу (яка перед тим проварюється в каструлі з цукром до густого стану), а поверх неї посипають порубаний мигдаль. Після цього мазурку можна розрізати на окремі тістечка. Для мазурки використовується практично будь-яке варення і солодощі (шоколад, молочний крем).

## Галерея

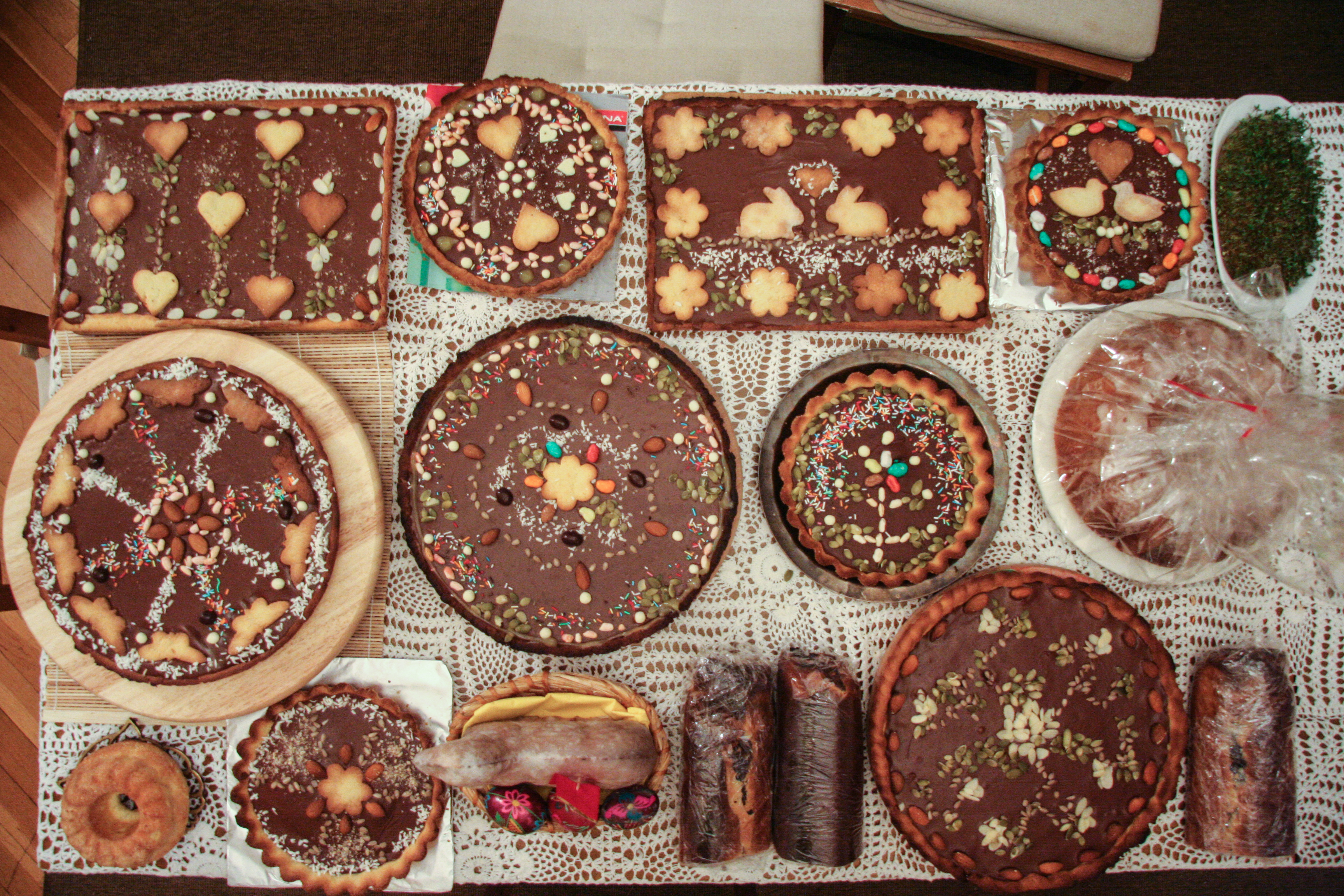
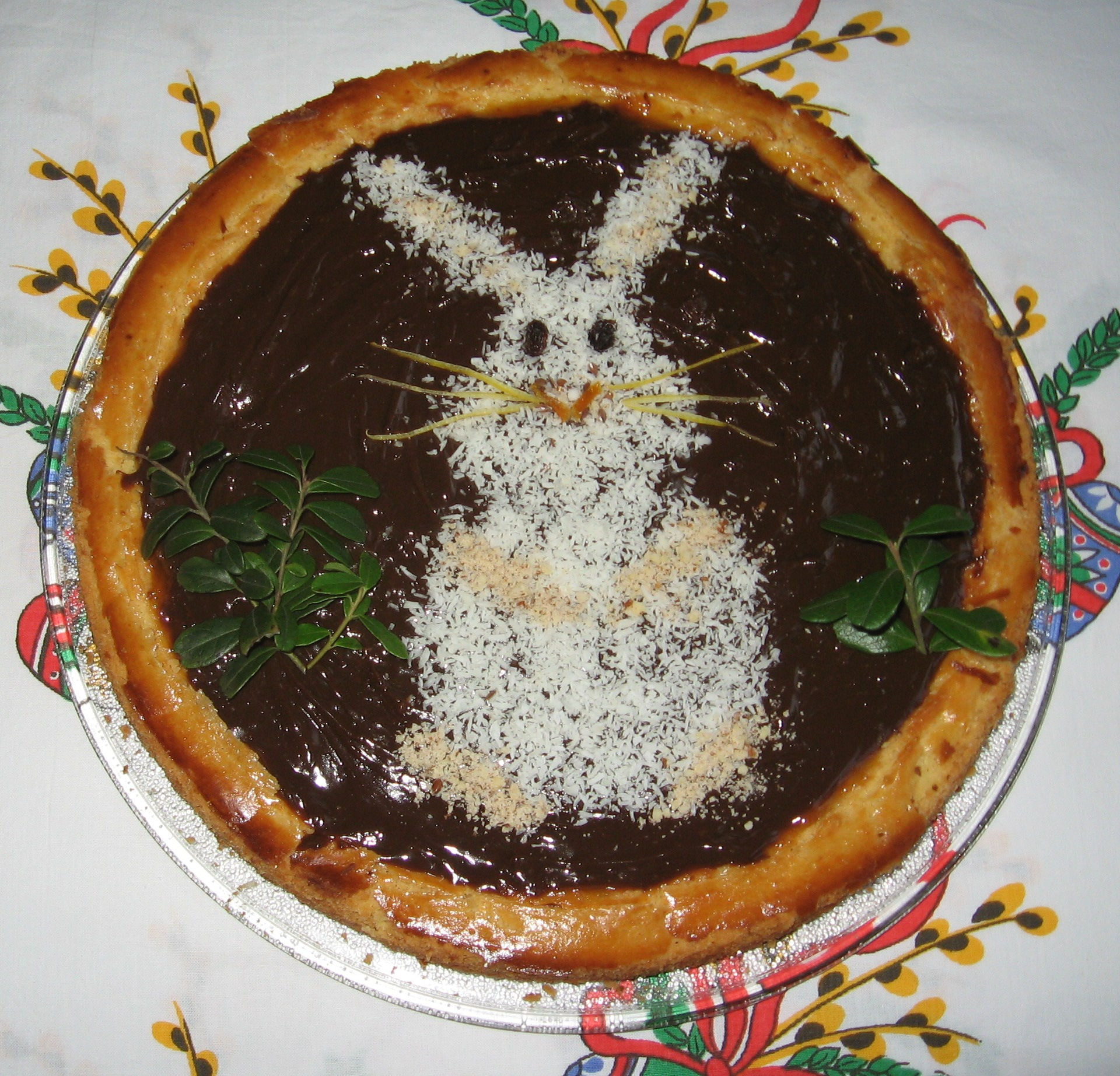
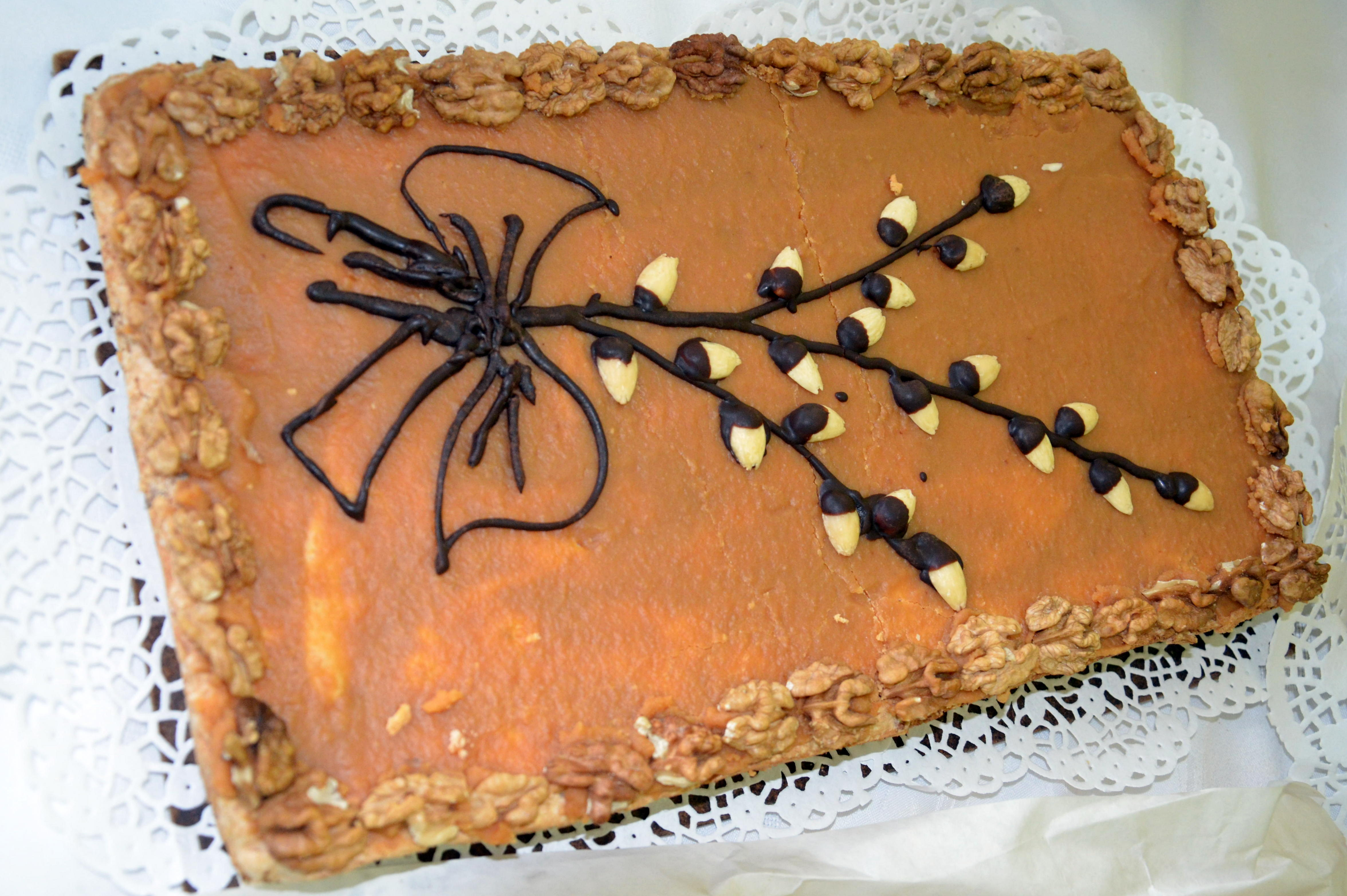
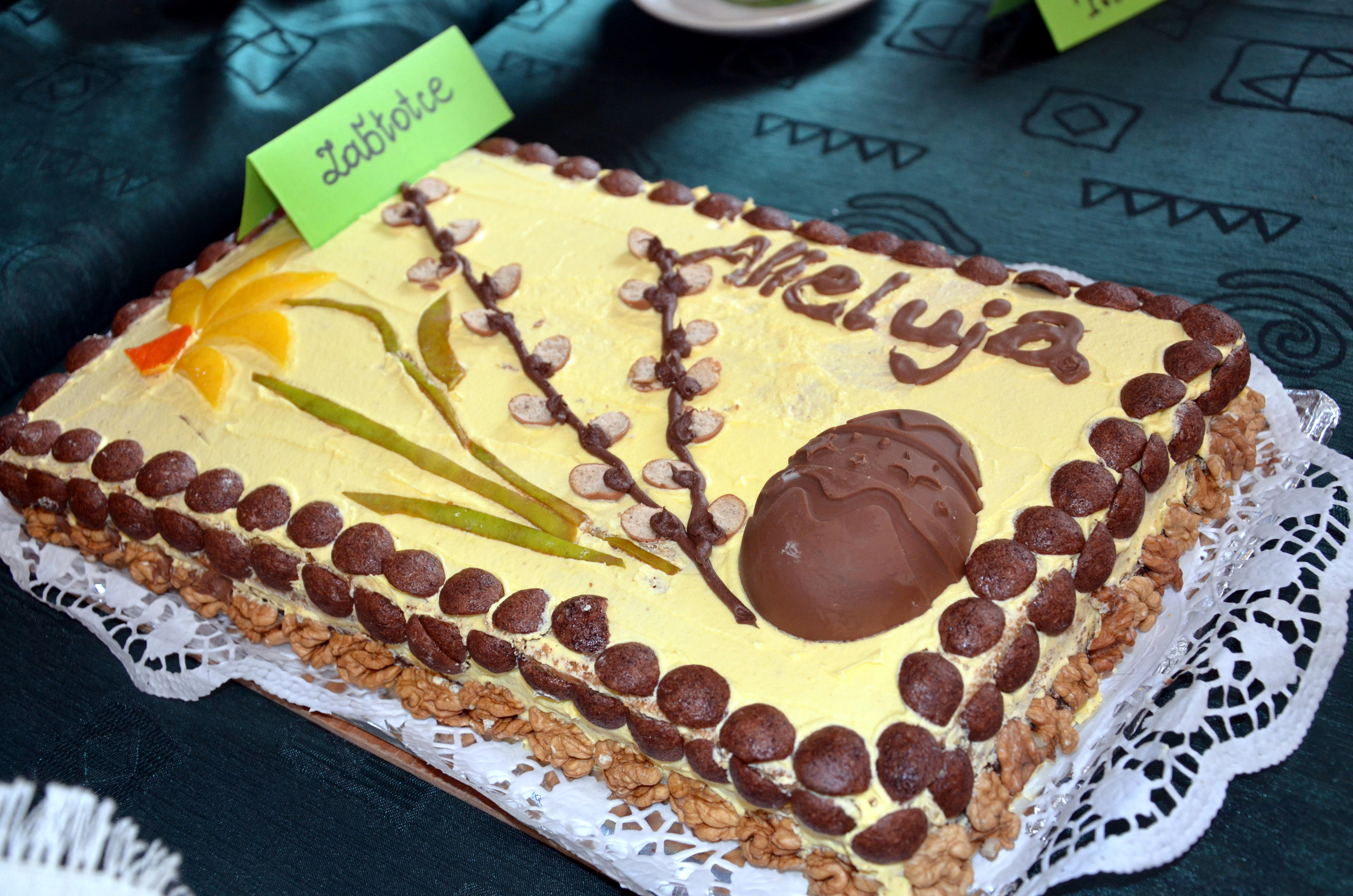
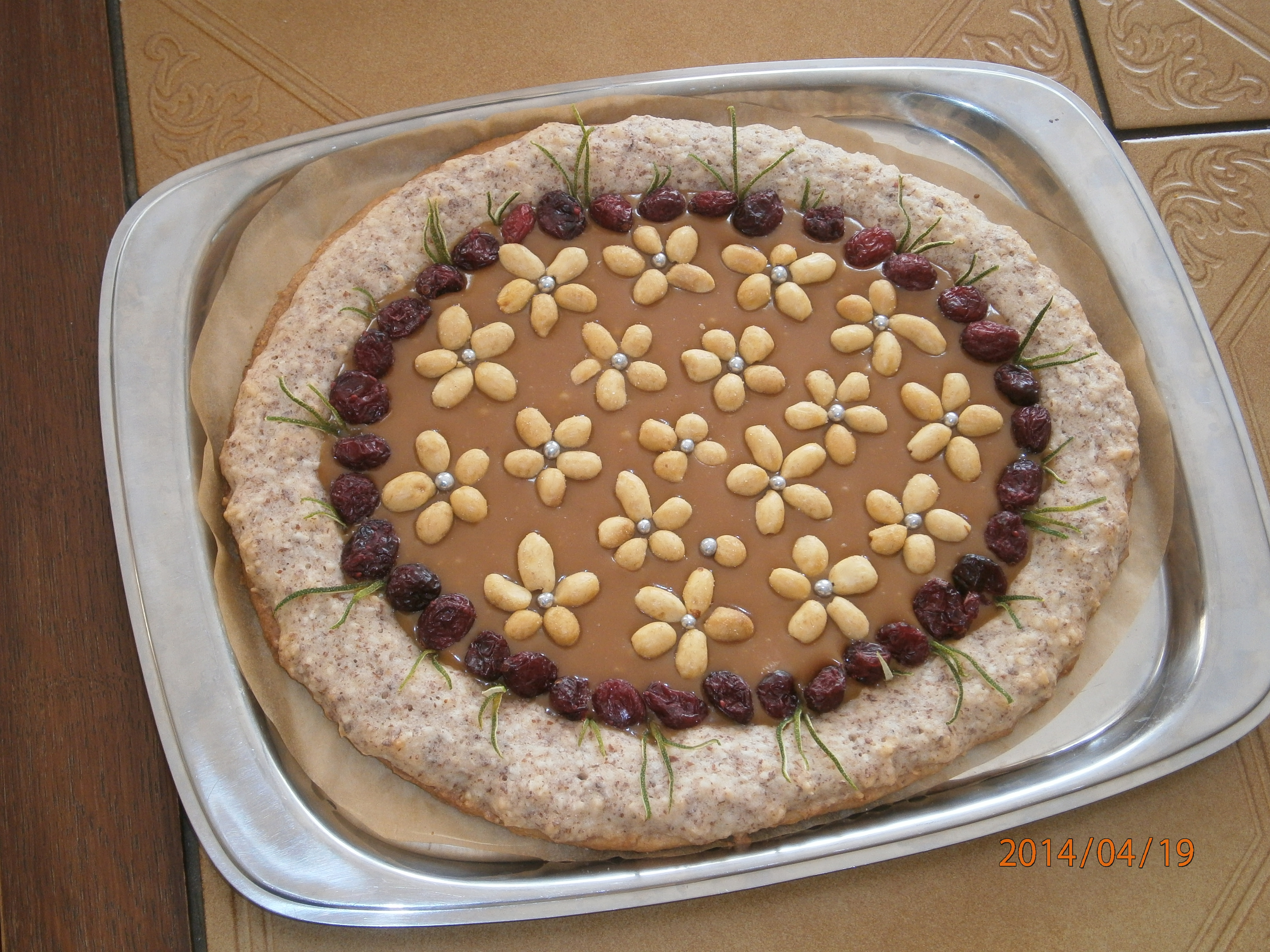
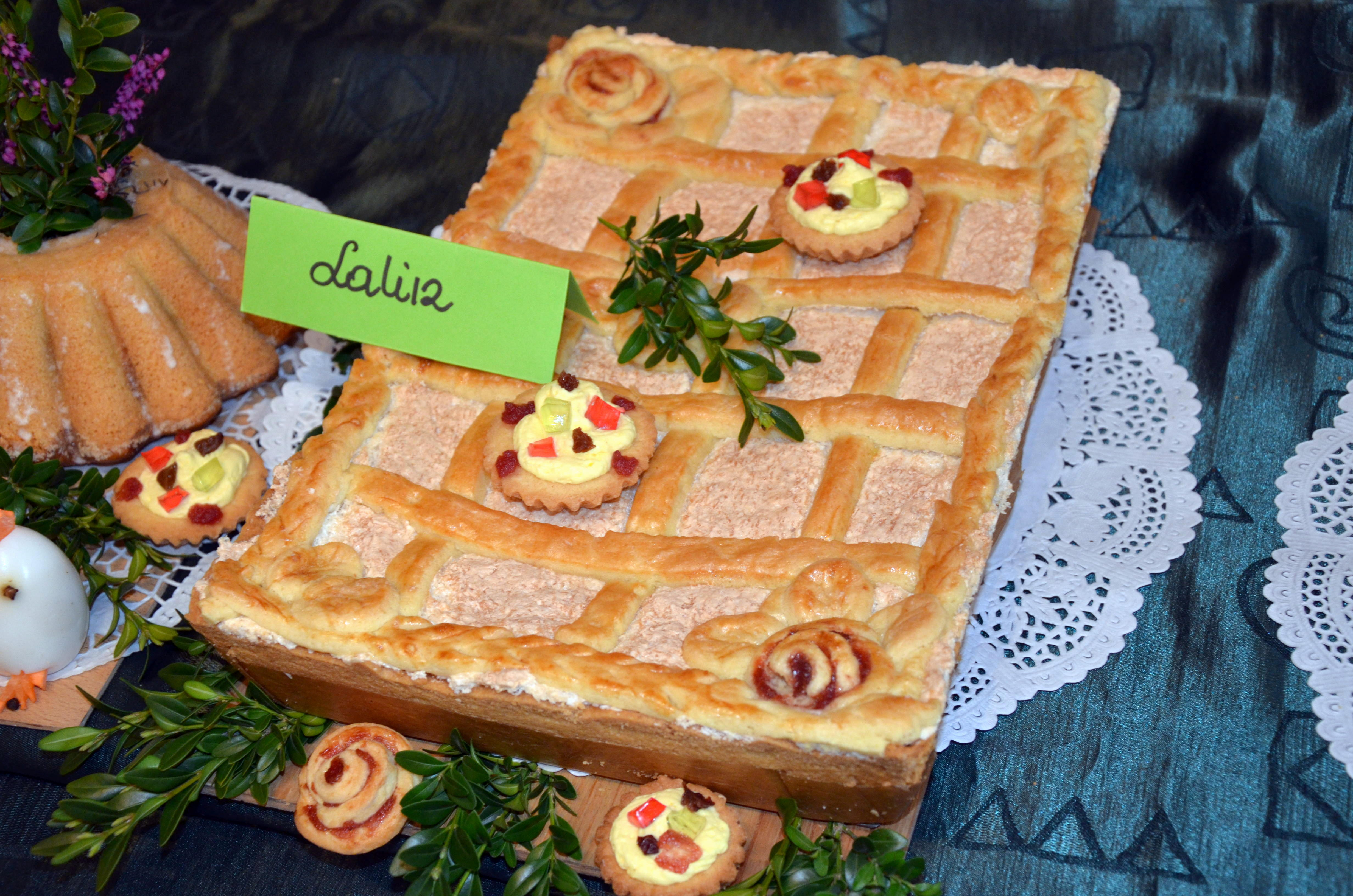
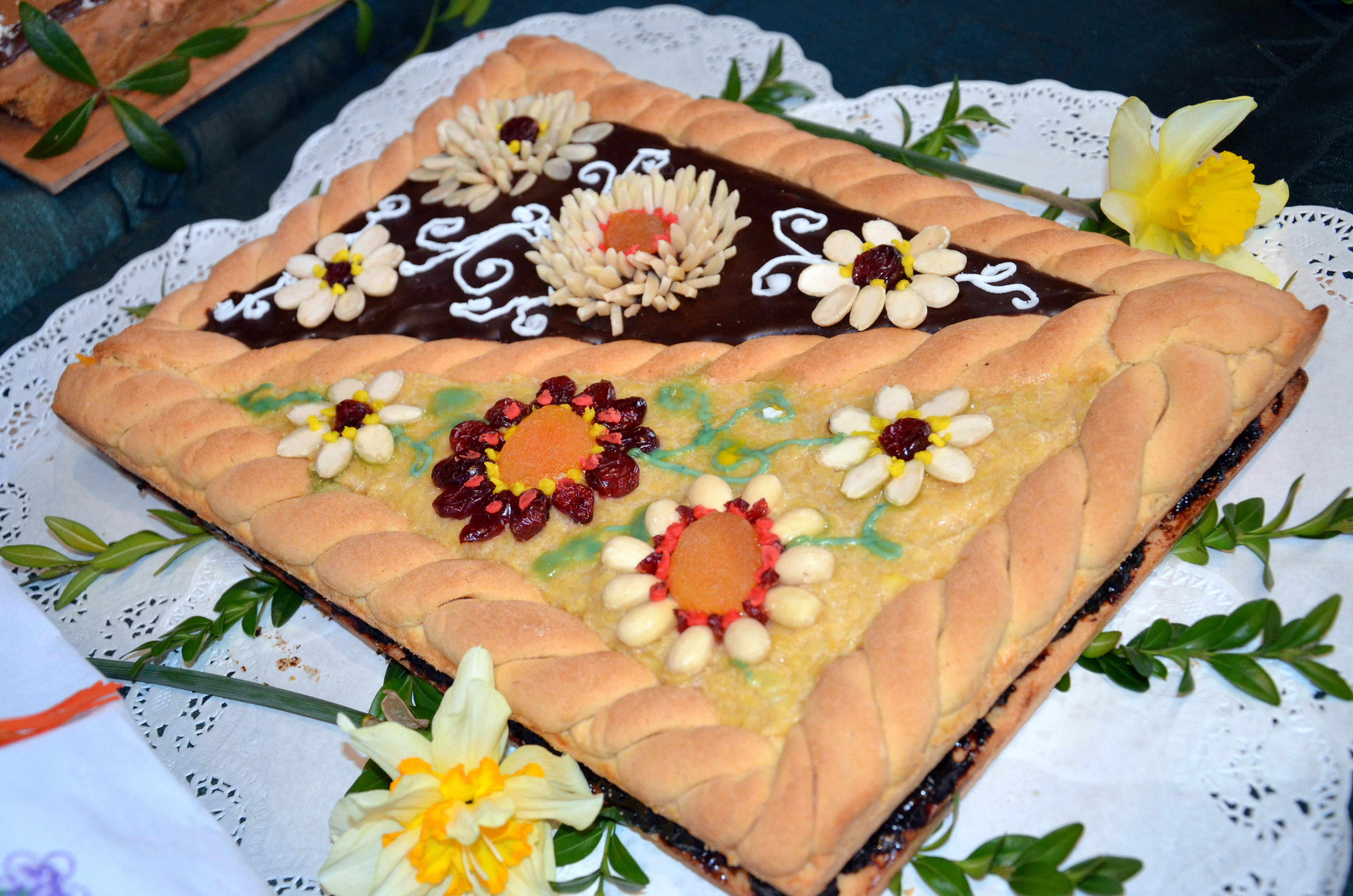
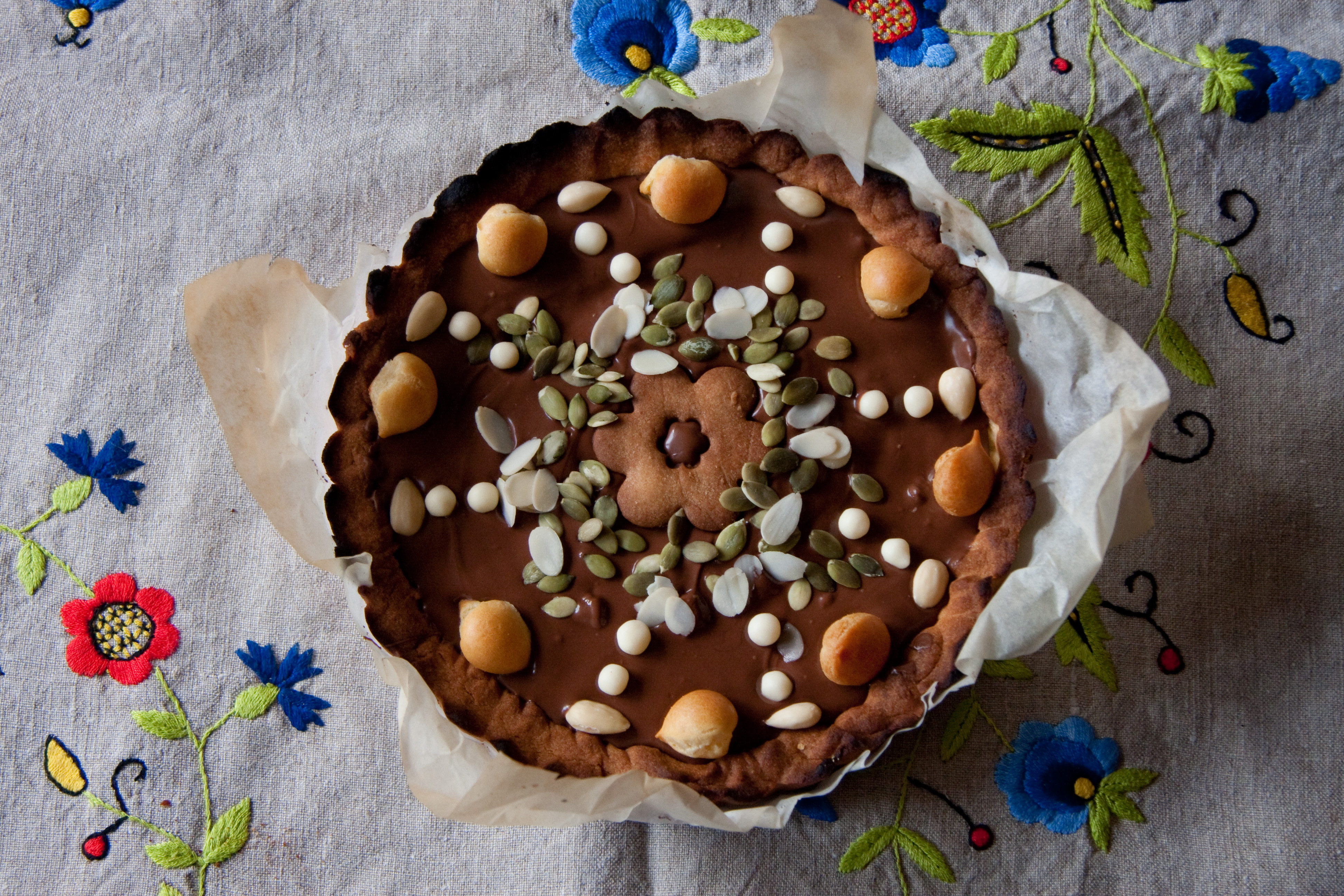